# 李亮 (北魏)
李亮，北魏阳平馆陶人。
李亮年轻时学医术，未能精心探究。魏太武帝时，到彭城投奔刘宋，又跟随沙门僧坦研习众方，基本学习了他的医术，针灸授药，无不有效。徐兖之间，救恤了很多人，四方疾苦，不远千里，都前去跟随。李亮修建大厅来安顿病人，停车舆在厅下，当时有死去的人，就去用棺材殡殓，亲往吊唁看视。仁厚如此。淮北、山东被北魏夺取后，李亮在北魏历任府参军，督护本郡，结交士门宿官，车马金帛，酬资无数。其子李元孙随毕众敬赴平城，也遵守父业，但医术不及。以功赐爵义平子，拜奉朝请。李元孙之弟李脩为著名医学家。